# Courmelles
Courmelles est une commune française, située dans le département de l'Aisne en région historique et culturelle de Picardie, administrative Hauts-de-France. Elle fait partie de GrandSoissons Agglomération
Elle est principalement connue pour son opposition à l'implantation de Rockwool.

## Géographie
Cette commune jouxte plusieurs communes importantes de l'agglomération de Soissons, à savoir Belleu, Soissons elle-même, Vauxbuin ou encore Noyant-et-Aconin. Le territoire est traversé par la route départementale 1 à l'est, qui assure une liaison vers une ville importante du département, Château-Thierry. À l'ouest, elle est traversée par la route nationale 2, permettant de se rendre à Paris centre à moins d'une heure, à Villers-Cotterêts, Crépy-en-Valois et Meaux.

### Localisation

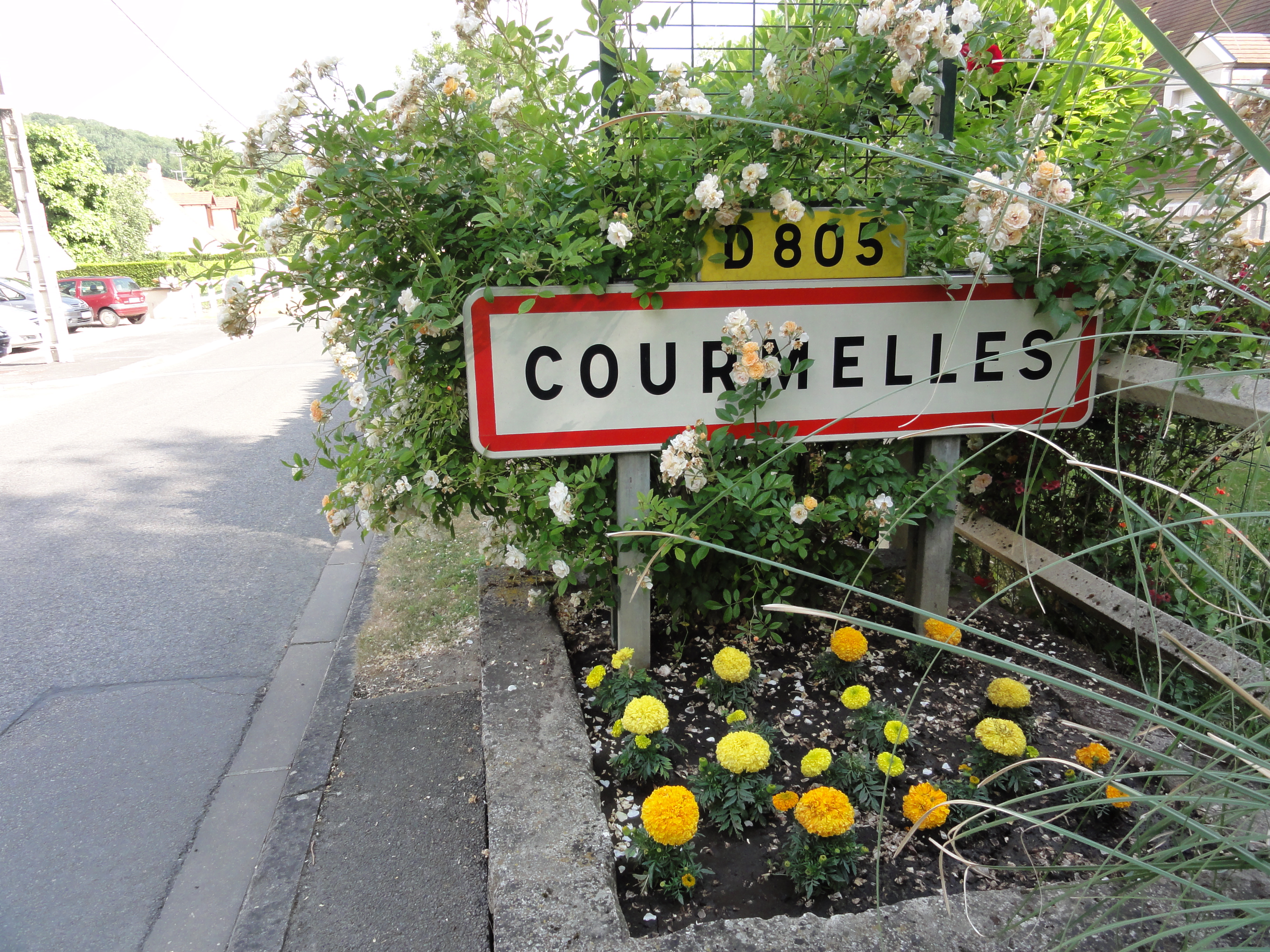
Entrée de Courmelles.
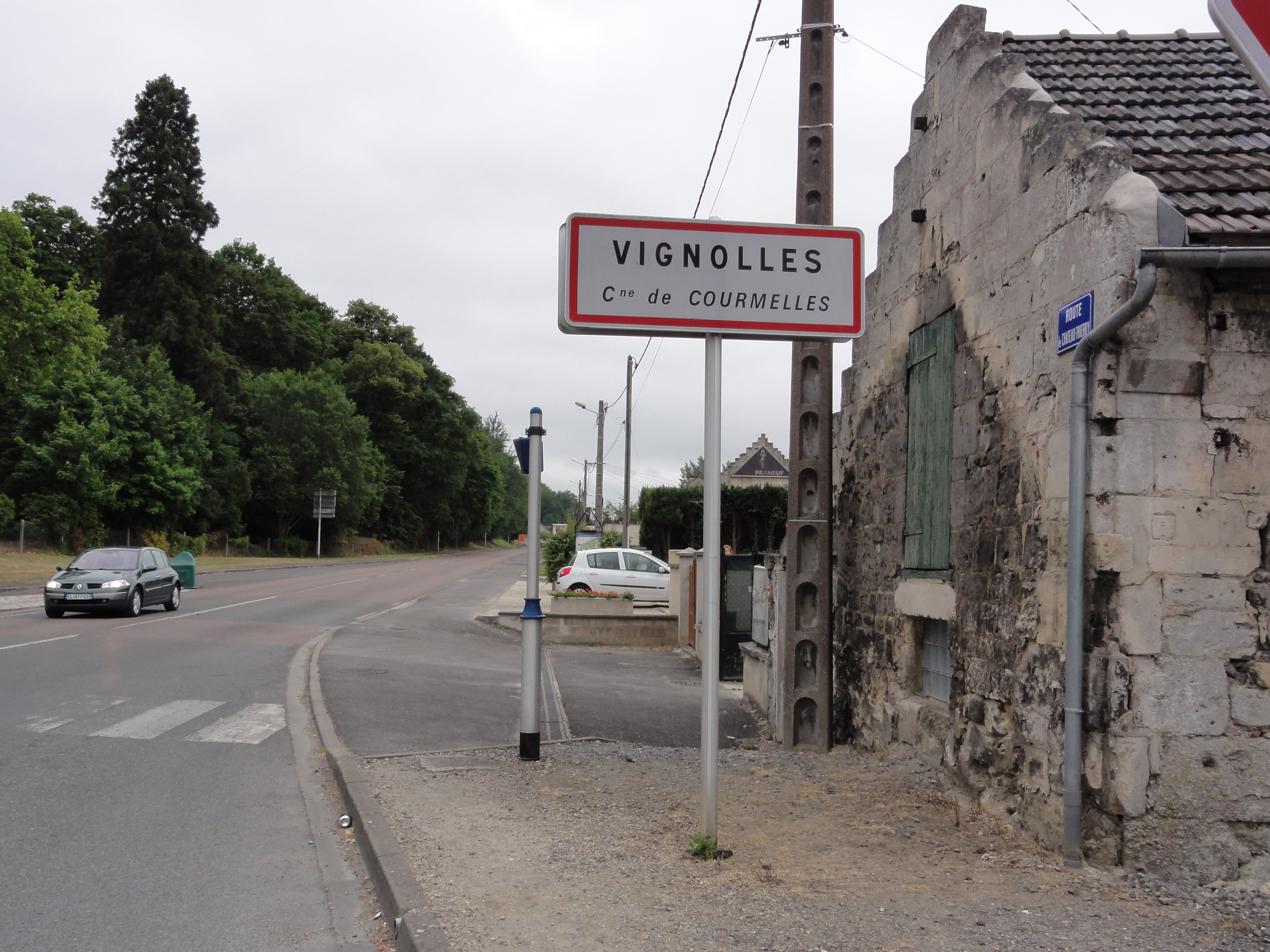
Entrée de Vignolles.

### Hydrographie
La commune est située dans le bassin Seine-Normandie. Elle est drainée par la Crise, le ru des Aulnes et divers bras de la Crise,,.
La Crise traverse le terroir de la commune du sud au nord sur environ 1 km. D'une longueur de 26 km, ce cours d'eau prend sa source dans la commune de Arcy-Sainte-Restitue et se jette  dans l'Aisne à Soissons, après avoir traversé huit communes. Les caractéristiques hydrologiques de la Crise sont données par la station hydrologique située sur la commune de Soissons. Le débit moyen mensuel est de 0,681 m3/s. Le débit moyen journalier maximum est de 3,46 m3/s, atteint lors de la crue du 22 mars 2001. Le débit instantané maximal est quant à lui de 4,33 m3/s, atteint le 1er mai 2024.

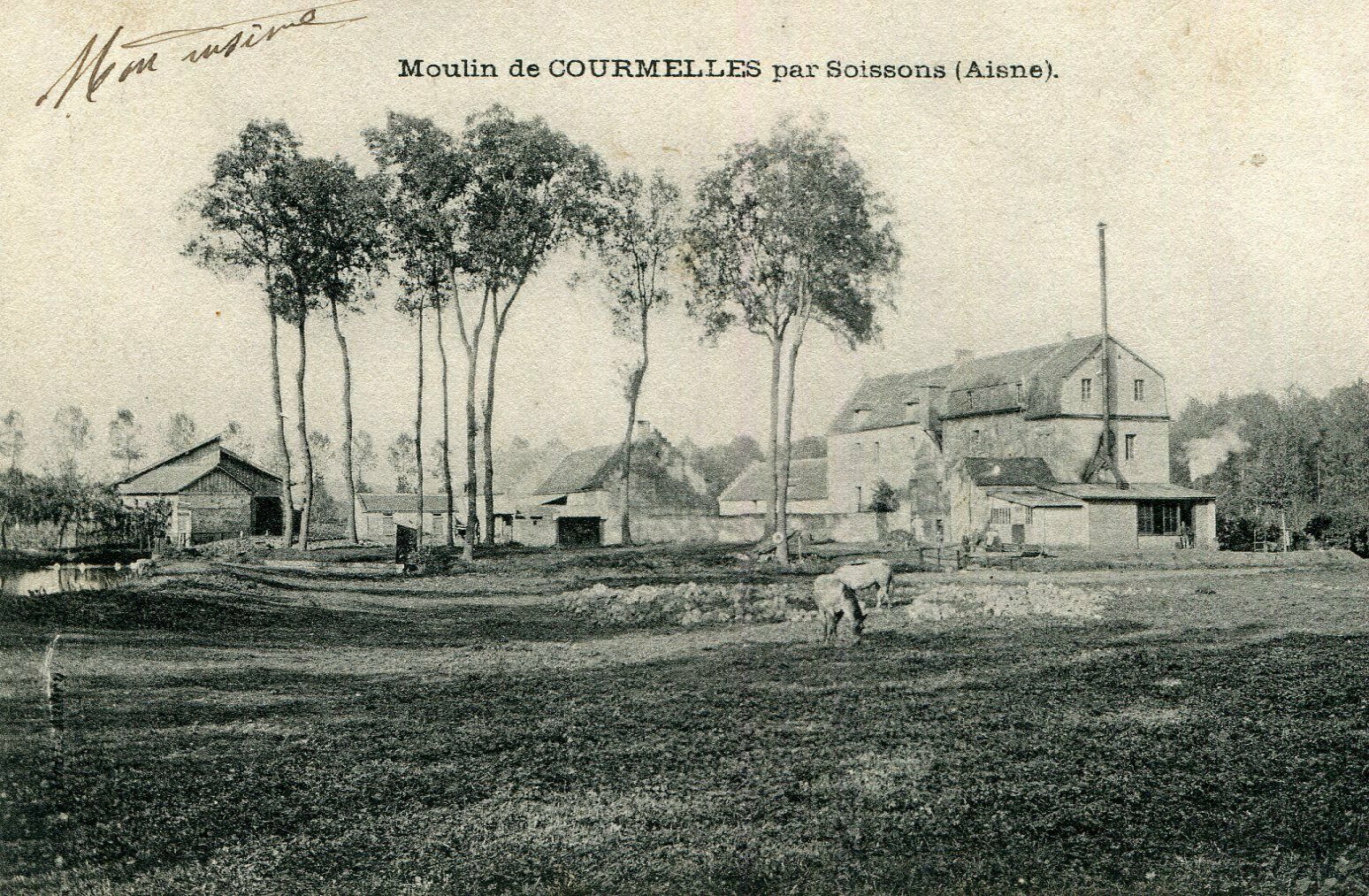
L'ancien moulin de Courmelles sur la Crise vers 1910.
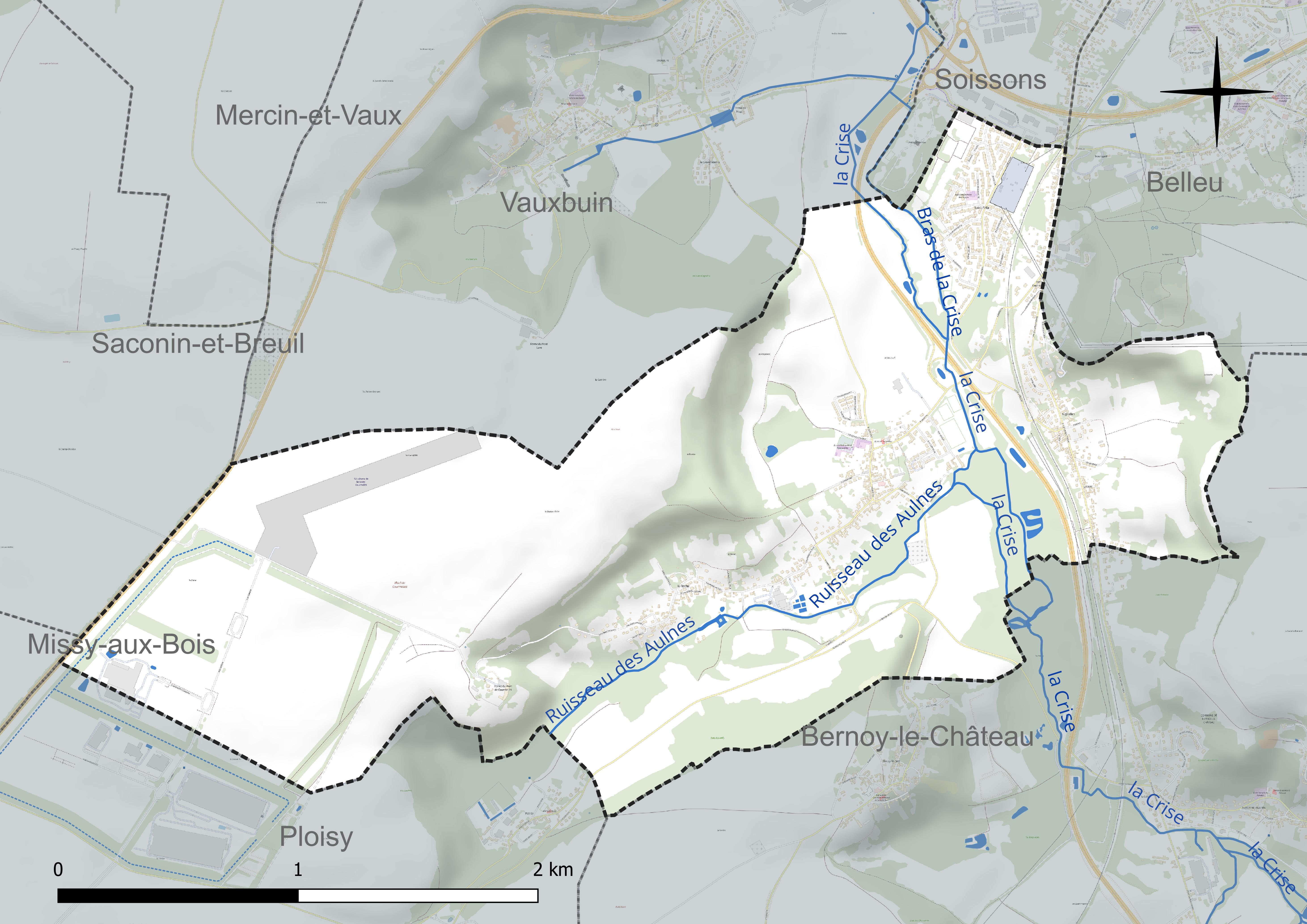
Réseau hydrographique de Courmelles.

### Climat
Pour des articles plus généraux, voir Climat des Hauts-de-France et Climat de l'Aisne.
En 2010, le climat de la commune est de type climat océanique dégradé des plaines du Centre et du Nord, selon une étude du CNRS s'appuyant sur une série de données couvrant la période 1971-2000. En 2020, Météo-France publie une typologie des climats de la France métropolitaine dans laquelle la commune est exposée à un climat océanique altéré et est dans la région climatique Nord-est du bassin Parisien, caractérisée par un ensoleillement médiocre, une pluviométrie moyenne régulièrement répartie au cours de l'année et un hiver froid (3 °C).
Pour la période 1971-2000, la température annuelle moyenne est de 10,6 °C, avec une amplitude thermique annuelle de 15,3 °C. Le cumul annuel moyen de précipitations est de 712 mm, avec 11,6 jours de précipitations en janvier et 8,4 jours en juillet. Pour la période 1991-2020, la température moyenne annuelle observée sur la station météorologique la plus proche, située sur la commune de Braine à 16 km à vol d'oiseau, est de 11,3 °C et le cumul annuel moyen de précipitations est de 662,7 mm,. Pour l'avenir, les paramètres climatiques de la commune estimés pour 2050 selon différents scénarios d'émission de gaz à effet de serre sont consultables sur un site dédié publié par Météo-France en novembre 2022.

## Urbanisme

### Typologie
Au 1er janvier 2024, Courmelles est catégorisée ceinture urbaine, selon la nouvelle grille communale de densité à 7 niveaux définie par l'Insee en 2022.
Elle appartient à l'unité urbaine de Soissons, une agglomération intra-départementale dont elle est une commune de la banlieue,. Par ailleurs la commune fait partie de l'aire d'attraction de Soissons, dont elle est une commune de la couronne,. Cette aire, qui regroupe 92 communes, est catégorisée dans les aires de 50 000 à moins de 200 000 habitants,.

### Occupation des sols
L'occupation des sols de la commune, telle qu'elle ressort de la base de données européenne d'occupation biophysique des sols Corine Land Cover (CLC), est marquée par l'importance des territoires agricoles (62,3 % en 2018), en diminution par rapport à 1990 (65,1 %). La répartition détaillée en 2018 est la suivante : 
terres arables (41,9 %), forêts (22,4 %), prairies (16,5 %), zones urbanisées (13,8 %), zones agricoles hétérogènes (3,9 %), zones industrielles ou commerciales et réseaux de communication (1,5 %).
L'évolution de l'occupation des sols de la commune et de ses infrastructures peut être observée sur les différentes représentations cartographiques du territoire : la carte de Cassini (XVIIIe siècle), la carte d'état-major (1820-1866) et les cartes ou photos aériennes de l'IGN pour la période actuelle (1950 à aujourd'hui).

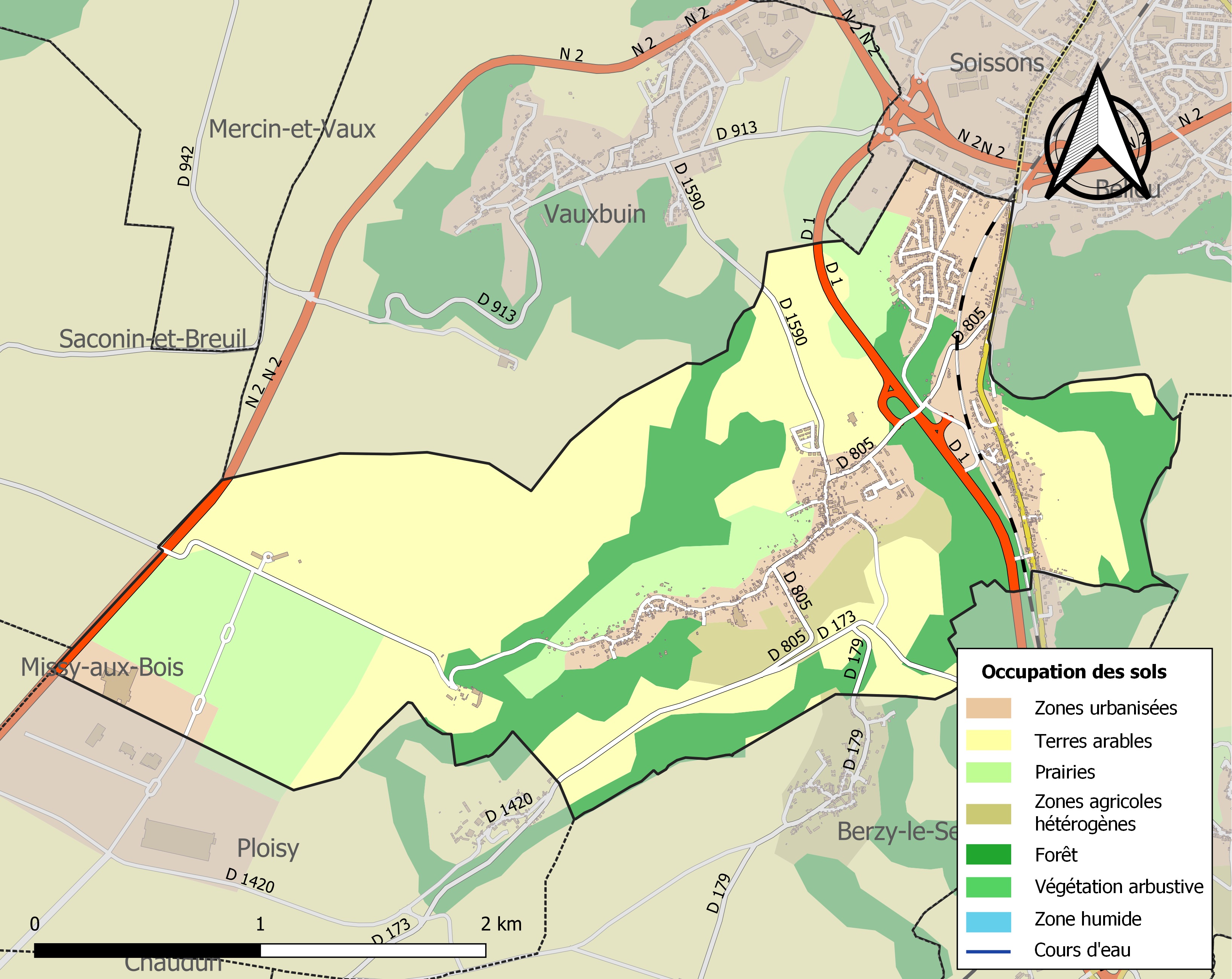
Carte des infrastructures et de l'occupation des sols de la commune en 2018 (CLC).

## Toponymie
Le village est cité pour la première fois en l'an 858 sous le nom latin de Colomella puis Cormella dans un cartulaire de l'abbaye Notre-Dame de Soissons. Le nom évoluera encore de nombreuses fois en fonction des différents transcripteurs :  Curmella, Cormelle, Courmella, Corneli, Cornelis, Coumele, Coumeilles, Cormele  et enfin la dénomination actuelle  Courmelles au XVIIIe siècle sur la carte de Cassini.
Albert Dauzat associe ce toponyme aux Commelle, La Comelle, Coullemelle, y décelant le français colonne suffixé de -ellum (diminutif).

## Histoire

### Carte de Cassini
|  |  |  |

La carte de Cassini ci-dessus montre qu'au XVIIIe siècle, Courmelles  est une paroisse située sur la rive gauche de la rivière de la Crise.

Sur la rive droite de la rivière, le hameau de Vignolle est représenté ; son nom vient de la culture de la vigne autrefois importante dans le secteur. En 1792, le dénommé Vatrin, vigneron à Vignolles, a été condamné pour avoir voituré du bois un dimanche.

Au sud-ouest, dans la vallée du Ruisseau des Aulnes, les hameaux de la Roche et les Barbasses  sont de nos jours reliés sans discontinuité  au centre de la commune par la rue du Maréchal-Foch. Le Vieux Château de Latilly, aujourd'hui disparu, est également représenté.

La commune, à cette époque, était beaucoup moins peuplée qu'aujourd'hui, 489 contre 1863.
Monographie
M. Ramage a écrit en 1888 une intéressante monographie sur le village, consultable sur le site des Archives départementales de l'Aisne en cliquant sur la référence ci-après

## La Première Guerre mondiale
Comme d'autres villages de la région, Courmelles est sorti meurtri de la Grande Guerre car le village est resté sur la ligne de front tout au long de la guerre.
Le 31 août 1914, soit moins d'un mois après la déclaration de guerre, l'armée française bat en retraite vers l'ouest et les Allemands arrivent à Courmelles.
En octobre de la même année, le secteur sera repris par les troupes françaises et le front se stabilisera à une vingtaine de kilomètres au nord de Soissons jusqu'en 1918.

Sur le monument aux morts sont inscrits les noms des 21 soldats courmellois morts pour la France et de 3 civils.

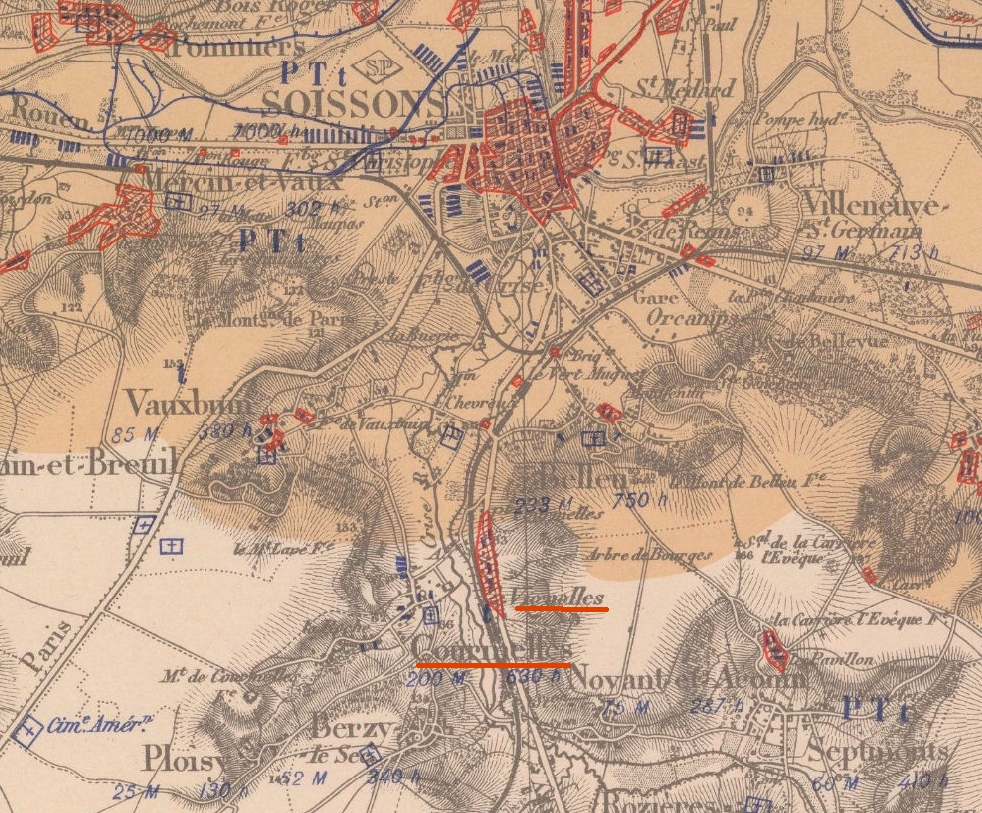
La carte des régions dévastées établie à l'issue de la guerre montre que c'est essentiellement le hameau de Vignolles qui a été détruit.
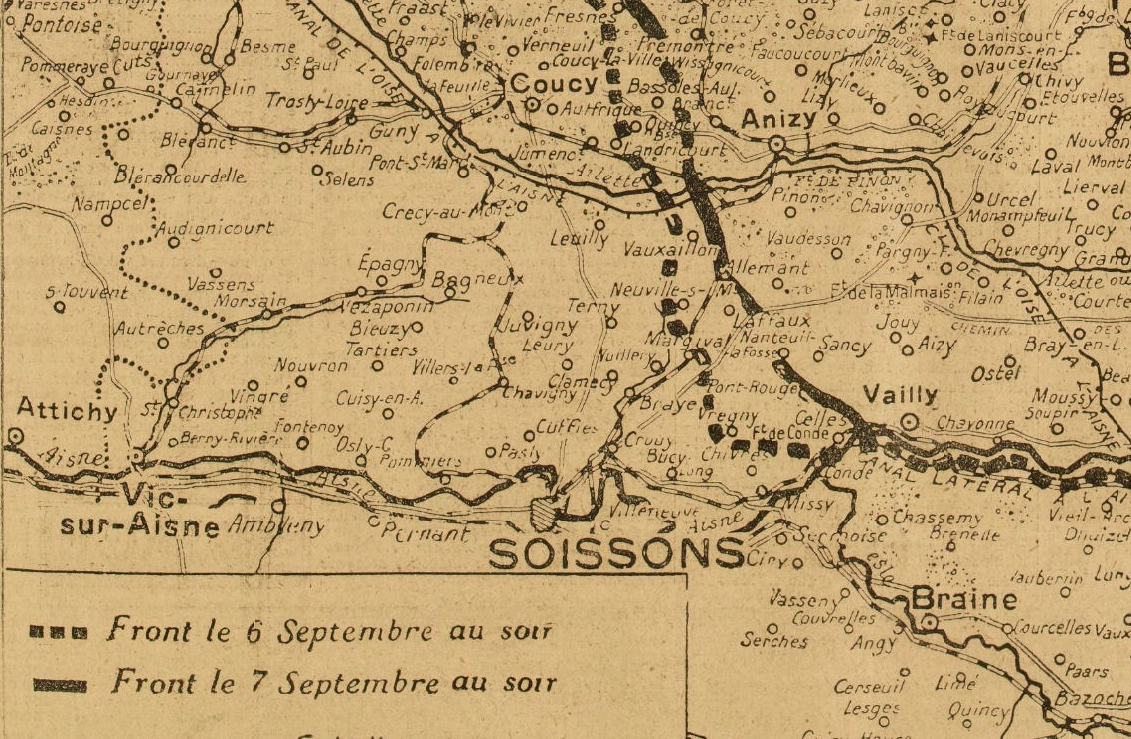
Carte du front les 6 et 7 septembre 1918 montrant la progression des troupes françaises dans le secteur nord de Soissons.

### L'église Saint-Georges
|  |  |  |  |  |

## Politique et administration

### Découpage territorial
La commune de Courmelles est membre de l'intercommunalité GrandSoissons Agglomération, un établissement public de coopération intercommunale (EPCI) à fiscalité propre créé le 29 décembre 1999 dont le siège est à Cuffies. Ce dernier est par ailleurs membre d'autres groupements intercommunaux.
Sur le plan administratif, elle est rattachée à l'arrondissement de Soissons, au département de l'Aisne et à la région Hauts-de-France. Sur le plan électoral, elle dépend du  canton de Soissons-2 pour l'élection des conseillers départementaux, depuis le redécoupage cantonal de 2014 entré en vigueur en 2015, et de la quatrième circonscription de l'Aisne  pour les élections législatives, depuis le dernier découpage électoral de 2010.

### Administration municipale

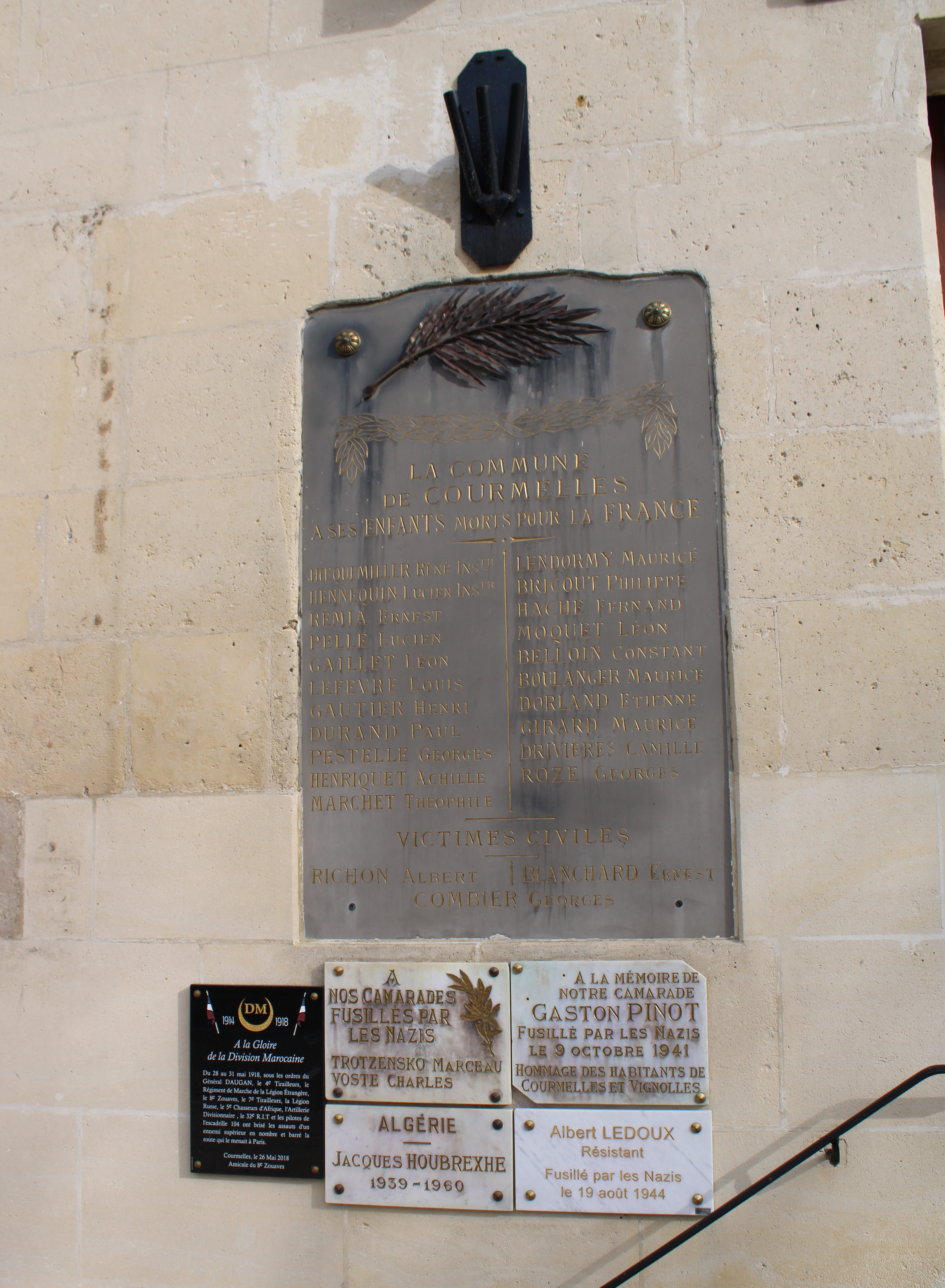
Plaque monument aux morts sur le mur de la mairie.

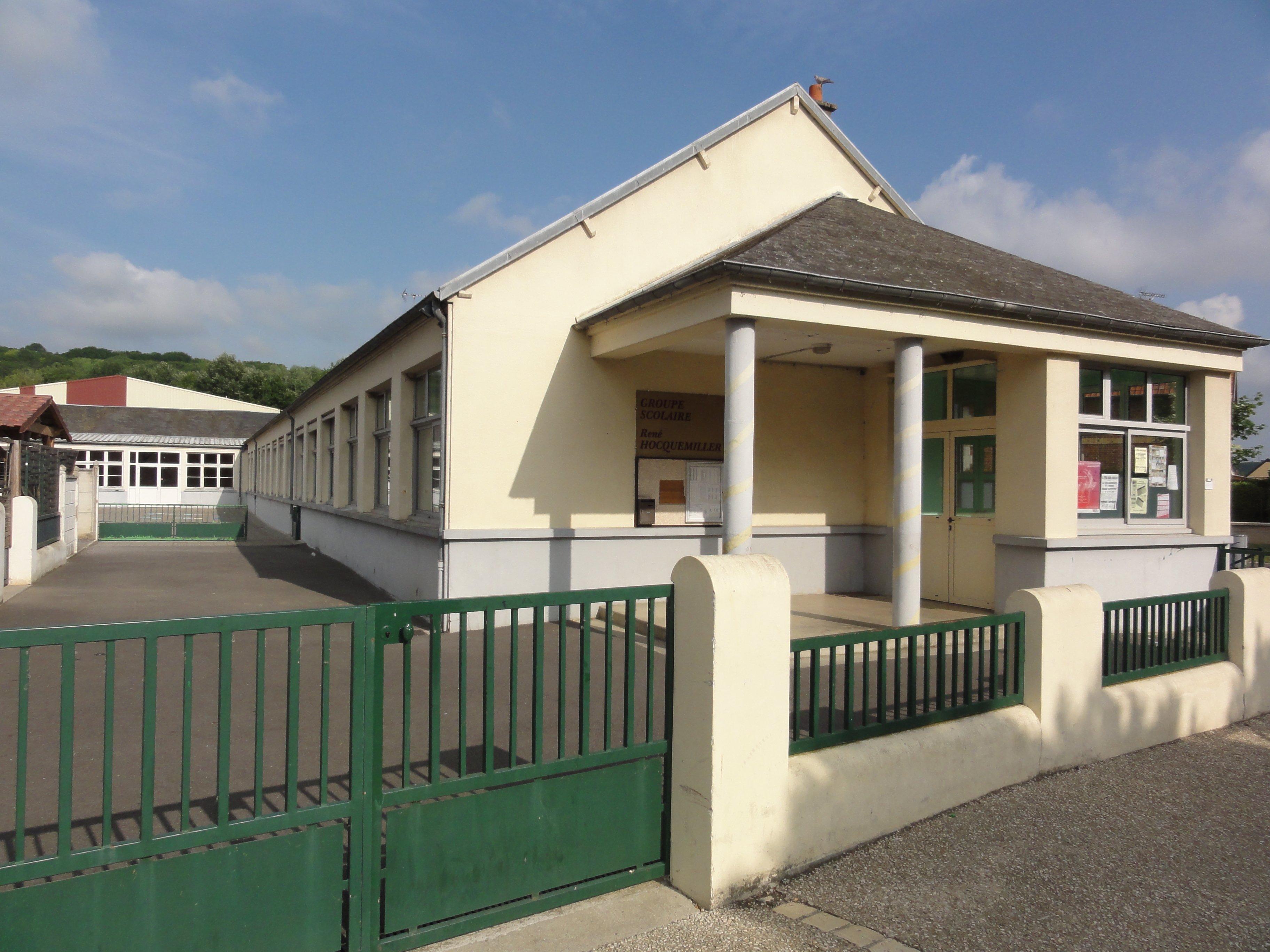
L'école.

| Période                                  | Période                       | Identité        | Étiquette | Qualité                          |
| ---------------------------------------- | ----------------------------- | --------------- | --------- | -------------------------------- |
| Les données manquantes sont à compléter. |                               |                 |           |                                  |
| mars 1977                                | mars 2008                     | Serge Vallée    | PCF       | Conseiller général (2008 → 2015) |
| mars 2008                                | octobre 2019 (Décès)          | Yvon Van Mello  | SE-DVG    | Retraité                         |
| novembre 2019,                           | juillet 2020                  | Dominique Loury |           | Retraité                         |
| juillet 2020                             | En cours (au 12 juillet 2020) | Arnaud Svrcek   |           | Agriculteur                      |

- Bibliothèque.
- École.

## Démographie
L'évolution du nombre d'habitants est connue à travers les recensements de la population effectués dans la commune depuis 1793. Pour les communes de moins de 10 000 habitants, une enquête de recensement portant sur toute la population est réalisée tous les cinq ans, les populations de référence des années intermédiaires étant quant à elles estimées par interpolation ou extrapolation. Pour la commune, le premier recensement exhaustif entrant dans le cadre du nouveau dispositif a été réalisé en 2007.

En 2022, la commune comptait 1 831 habitants, en évolution de +0,99 % par rapport à 2016 (Aisne : −1,97 %, France hors Mayotte : +2,11 %).
| 1793 | 1800 | 1806 | 1821 | 1831 | 1836 | 1841 | 1846 | 1851 |
| ---- | ---- | ---- | ---- | ---- | ---- | ---- | ---- | ---- |
| 489  | 566  | 536  | 520  | 579  | 563  | 587  | 556  | 534  |

| 1856 | 1861 | 1866 | 1872 | 1876 | 1881 | 1886 | 1891 | 1896 |
| ---- | ---- | ---- | ---- | ---- | ---- | ---- | ---- | ---- |
| 501  | 606  | 551  | 549  | 566  | 560  | 593  | 578  | 571  |

| 1901 | 1906 | 1911 | 1921 | 1926 | 1931 | 1936 | 1946 | 1954 |
| ---- | ---- | ---- | ---- | ---- | ---- | ---- | ---- | ---- |
| 601  | 694  | 645  | 590  | 751  | 713  | 695  | 769  | 843  |

| 1962  | 1968 | 1975  | 1982  | 1990  | 1999  | 2006  | 2007  | 2012  |
| ----- | ---- | ----- | ----- | ----- | ----- | ----- | ----- | ----- |
| 1 019 | 963  | 1 973 | 2 101 | 1 915 | 1 659 | 1 705 | 1 711 | 1 716 |

| 2017  | 2022  | - | - | - | - | - | - | - |
| ----- | ----- | - | - | - | - | - | - | - |
| 1 826 | 1 831 | - | - | - | - | - | - | - |

## Culture locale et patrimoine

### Lieux et monuments
- Église Saint-Georges du XIIe siècle classée MH depuis 1907.
- Aérodrome de Soissons - Courmelles.
- Monument aux morts (plaque) et autres plaques commémoratives sur la mairie.
- Croix de chemin.

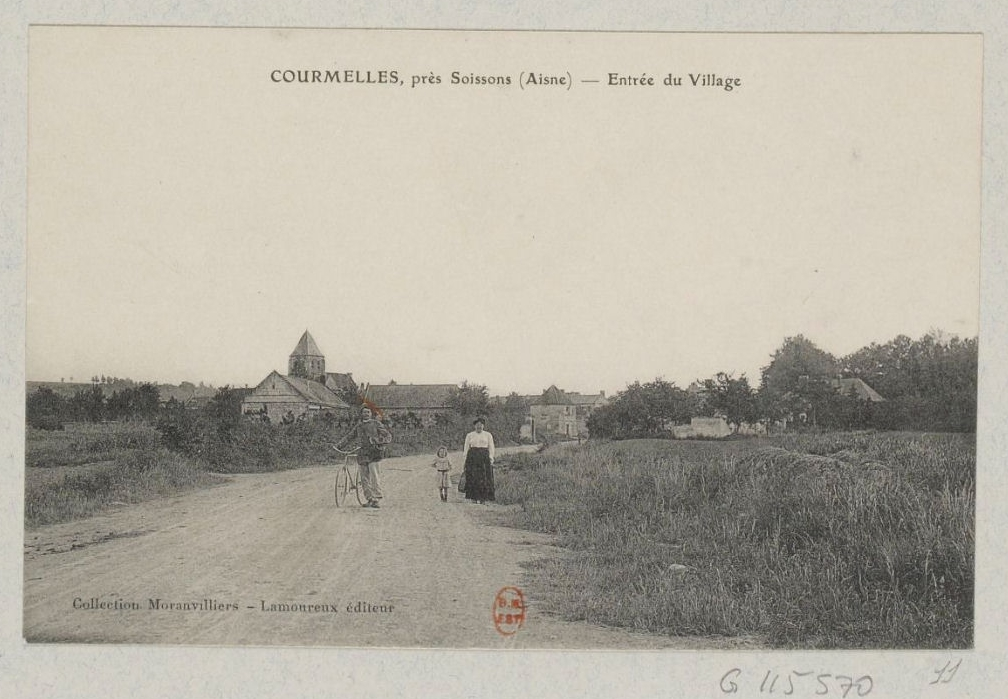
Carte postale de l'entrée du village vers 1910.
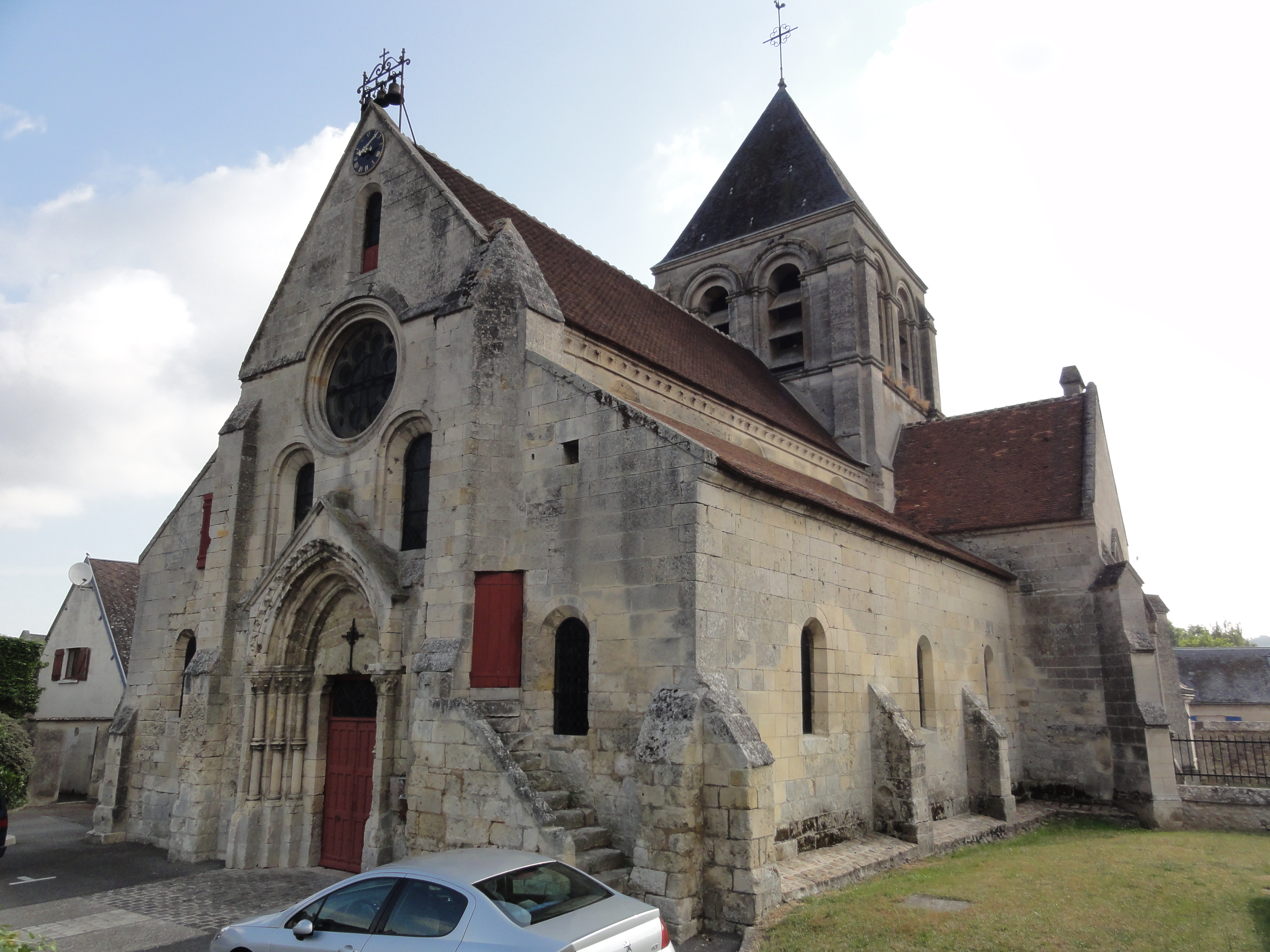
Église Saint-Georges.
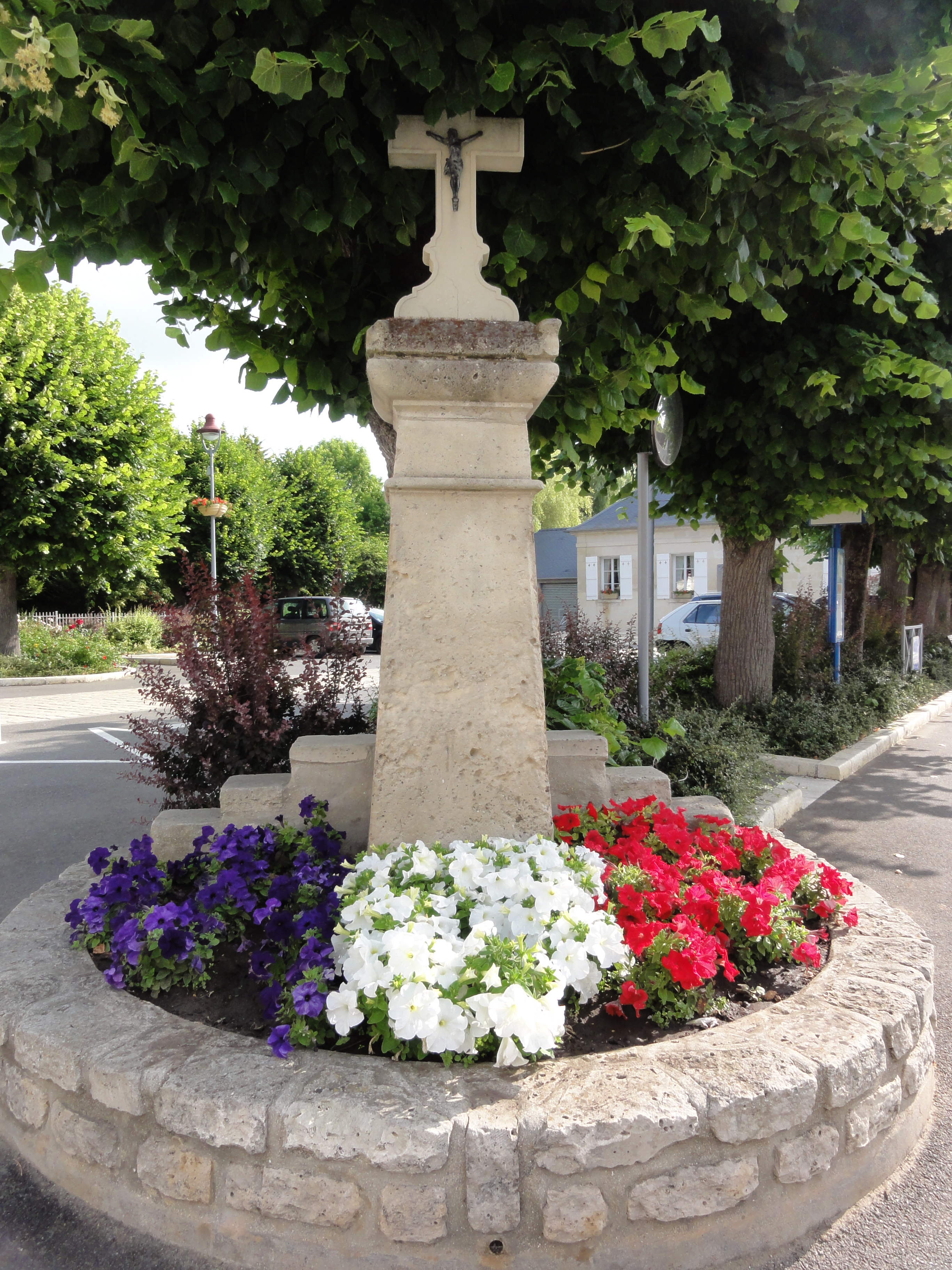
Croix de chemin.

### Personnalités liées à la commune
- Jean II, seigneur de Courmelles.

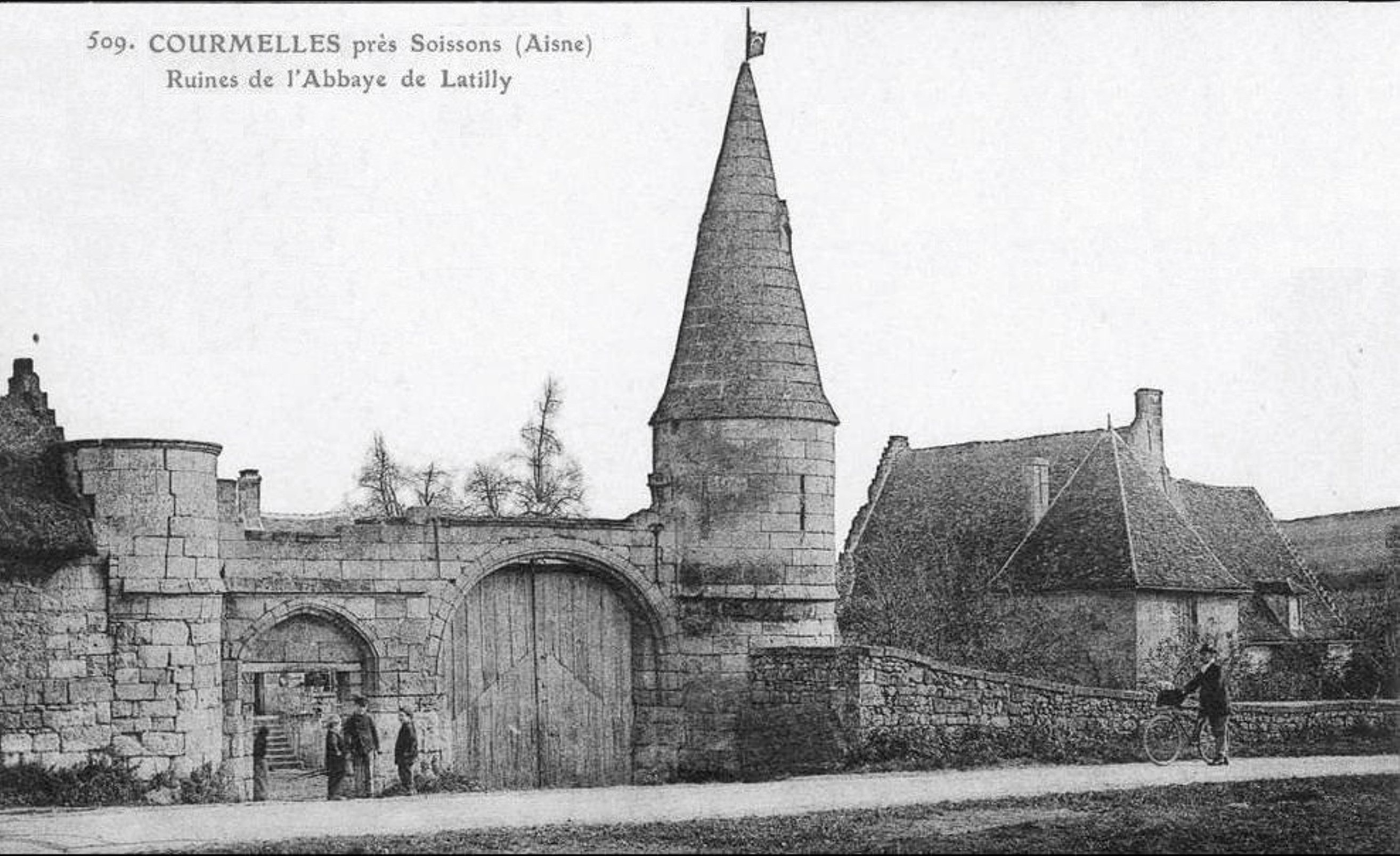
Manoir de Latilly à Courmelles. Ancienne demeure de Jean II de Courmelles en 1171. Propriété de Hilaire Laurent (1817-1890), sculpteur à Paris.

- Hilaire Laurent : né à Paris, 6e arrondissement ancien, le 31 août 1817. Marié à Paris, 8e arrondissement ancien, le 12 décembre 1841 avec Louise Alexandrine Mirat. Mort à Courmelles, le 24 mars 1890. Sculpteur à Paris, associé à Auguste Bartholdi. Hilaire Laurent participe aux insurrections parisiennes de la Deuxième République[34]. Il est le propriétaire en 1848 du Manoir de Latilly à Courmelles. Son parent est Charles Auguste Laurent (Paris 1844 - Dijon 1904), ancien ténor du Théâtre national de l'Opéra-Comique, prix de chant au Conservatoire de Paris (1865), officier d'Académie (1890), officier de l'Instruction publique (1899), professeur de chant et solfège à Dijon. Charles Laurent est inhumé à Courmelles[35].

### Héraldique
| Blason de Courmelles | Blason  | D'argent au vase de gueules.                     |
| Blason de Courmelles | Détails | Le statut officiel du blason reste à déterminer. |

## Opposition à l'implantation d'une usine de laine de roche
L’implantation de l’usine Rockwool sur le plateau de Courmelles, près de Soissons dans l’Aisne (Picardie), s’inscrit dans un projet industriel controversé. Rockwool, groupe danois spécialisé dans la fabrication de laine de roche pour l’isolation, a annoncé en 2018 son intention de construire un site de production en France pour répondre à la demande croissante d’isolants thermiques et acoustiques dans le cadre de la transition énergétique.
Le projet a été officiellement présenté en 2022, lorsque Rockwool a sélectionné le plateau de Courmelles en raison de sa proximité avec des infrastructures de transport (notamment la N2, qui permet d'aller à Paris en moins d'une heure) et sa position stratégique au cœur de la région Picardie. Ce choix a suscité une vive opposition locale et nationale, notamment en raison des impacts environnementaux associés à ce type d’usine.
Les travaux préparatoires ont débuté en 2024, avec un démarrage prévu des activités pour 2026. L’usine prévoit d’employer environ 130 personnes et de produire 110 000 tonnes de laine de roche par an. Cependant, des études d’impact environnemental ont mis en lumière plusieurs problématiques :
- Rejets atmosphériques : L’usine de Courmelles devrait rejeter chaque année plusieurs tonnes de polluants, notamment des oxydes d’azote (NOx), des particules fines et des composés organiques volatils (COV). Ces émissions, qui participent à la dégradation de la qualité de l’air, suscitent des inquiétudes au niveau national.
- Consommation énergétique : La production de laine de roche nécessite une très haute température, atteinte grâce à des fours alimentés en énergie fossile. L’usine pourrait ainsi émettre jusqu’à 100 000 tonnes de CO₂ par an, ce qui contredit les objectifs de réduction des émissions de gaz à effet de serre fixés par la France.
- Gestion des déchets : La fabrication de laine de roche génère des déchets industriels non réutilisables, dont l’élimination est coûteuse et potentiellement nuisible pour l’environnement.

À l’échelle nationale, ce projet a relancé le débat sur l’équilibre entre les impératifs économiques, tels que la création d’emplois, et la préservation de l’environnement. Des associations locales et nationales ont appelé à la suspension du projet et à un recours à des alternatives plus durables pour répondre aux besoins en isolation. Le recours est toujours en cours et les travaux n'ont pas débutés.
Malgré ces oppositions, Rockwool maintient que son projet est conforme aux normes environnementales en vigueur et s’engage à limiter son impact écologique. Toutefois, une mobilisation de plus en plus forte est contre ce projet, et 136 médecins, 33 pharmaciens, 23 sages-femmes et 85 infirmiers ont signés des manifestes pour alerter sur la possible dangerosité de ce projet.

## Pour approfondir